# کلاوس کروپلین
کلاوس کروپلین (انگلیسی: Klaus Kröppelien؛ زادهٔ ۲۹ ژوئن ۱۹۵۸) قایقران روئینگ اهل آلمان بود.